# Кронеберг, Зинаида Дмитриевна
Зинаида Дмитриевна Кронеберг (при рождении Карякина; 1847—1884) — артистка оперы, балета и оперетты (контральто).
Псевдоним актрисы З. Д. Карякиной. Иногда эта фамилия ошибочно записывается, как — Кроненберг.
Родилась в Орле, отец — Дмитрий Карякин, мать — Зинаида Александровна Кронеберг.
Муж — Яков Иванович Лихачёв, тесть российского правоведа П. Н. Якоби.
Училась в Московском театральном училище.
С сентября 1865 года принята на службу в Дирекцию Императорских театров, выступала в московском Малом театре в качестве артистки балета и драмы. В бенефис Гликерии Федотовой 3 ноября 1866 года участвовала в постановке исторической драмы «Ересь в Англии» П. Кальдерона, в которой сыграла роль Жанны Сеймур и по ходу пьесы исполняла песню, написанную специально к её роли А. Даргомыжским.
С 1867 года выступала в оперной труппе московского Большого театра и в спектаклях Московского Артистического кружка. В этот период она спела партию Зибеля в опере Ш. Гуно «Фауст» (реж. Н. Н. Савицкий) и с успехом исполнила заглавные партии в опереттах «Прекрасная Елена» и «Перикола, или Птички певчие» Ж. Оффенбаха.
В мае 1871 года приглашена в Петербургский Александринский театр, как примадонна на главные роли в опереттах «Перикола», «Прекрасная Елена» в постановке главного режиссёра театра А. А. Яблочкина который привнёс на Александринскую сцену оперетту, господствовавшую на ней несколько сезонов. С успехом играла и в комедии «Со ступеньку на ступеньку».
Среди партий: Княжна Забава, 1-я исполнительница (опера-фарс «Богатыри» А. П. Бородина, 1867, Большой театр, Москва); Прасковья Власьевна, 1-я исполнительница «Воевода» в Большом театре, 1869; Приам («Остров Тюлипатан»), Перикола «Перикола, или Птички певчие», «Парижская жизнь» Ж. Оффенбаха.
Партнёры: А. Анненская, К. Божановский, К. Де-Лазари, А. Меньшикова, П. Радонежский. Пела п/у Э. Н. Мертена.
В 1879 году ушла из театра и посвятила свою жизнь семье, жила в имении Я. И. Лихачёва в сельце Устиново Кашинского уезда, стала матерью шестерых детей.
В 1883 году участвовала в городе Кашине в концерте вместе с М. Н. Ермоловой.
Умерла 19 июня 1884 года после родов шестого ребёнка.